# Go Vacation
Vous lisez un « article de qualité » labellisé en 2021.
Go Vacation est un jeu vidéo de type party game développé et édité par Namco Bandai Games sur Wii en 2011 et Nintendo Switch en 2018. Il s'agit du troisième opus de la série We Ski.
Dans le jeu, jusqu'à quatre joueurs peuvent jouer à une cinquantaine de mini-jeux sportifs se déroulant dans un complexe insulaire fictif comprenant quatre stations. Ceux-ci vont des activités de plein air telles que le kayak et l'équitation à des jeux comme le hockey sur table et le minigolf. Les joueurs peuvent personnaliser la tenue de leur avatar et décorer leur maison.
Le développement du jeu a commencé en 2009 et a duré deux ans et demi. Celui-ci a été révélé à l'E3 2011 et est sorti moins d'un an plus tard sur Wii. Il a ensuite été porté sur Nintendo Switch en 2018, dans une version comprenant des fonctionnalités supplémentaires comme le safari photo, puis sur Nintendo Switch 2 en 2025.
Le jeu a reçu des critiques mitigées : celles-ci font l'éloge de l'aspect multijoueur et de la créativité du titre, mais lui reprochent sa bande-son, ses environnements, sa jouabilité et la qualité inégale de ses mini-jeux. Il s'est cependant positionné à la troisième place des ventes au Japon la semaine de sa sortie, période durant laquelle s'en sont vendues 47 000 copies dans le monde.

## Système de jeu

### Généralités
| Photographie de la Wii Balance Board, une balance blanche en plastique. |  | Une télécommande Wii équipée de l'accessoire Wii Motion Plus. |
| Les différents accessoires et manettes utilisés dans Go Vacation : la Wii Balance Board est utilisée par certains mini-jeux, comme le snowboard ou les jeux d'équilibre, et le Wii Motion Plus dans les activités nécessitant davantage de précision, comme l'escrime. |  |                                                               |

Go Vacation est un party game de sport. Les joueurs sont amenés à explorer un complexe de vacances comprenant quatre stations situées sur l'île fictive de Kawawii : balnéaire, urbaine, de sport d'hiver et de montagne. Une cinquantaine d'activités compétitives et coopératives sont disponibles sur l'île, avec entre autres du saut à l'élastique, de la pêche sur glace, de la plongée sous-marine, du minigolf, du tennis, des courses automobiles ou encore de la fabrication de bonshommes de neige,. Certains mini-jeux nécessitent ou prennent en charge différents contrôleurs et accessoires, tels que le Wii MotionPlus ou la Wii Balance Board. Le fait de gagner aux mini-jeux débloque des modes de difficultés supérieures. L'île peut être explorée à loisir par le joueur en marchant ou au moyen de divers véhicules. Dans la version Nintendo Switch, il est possible de photographier les animaux de l'île et trouver des boîtes contenant des récompenses.

### Stations
La station balnéaire est la première explorée par les joueurs, sur les quatre que comprend le complexe,. Là se trouvent des criques et des plages et a pour thème principal les sports nautiques : elle propose des activités telles que le beach-volley, le surf, le jet-ski ou la plongée sous-marine. La station urbaine, centrée sur les sports extrêmes et les loisirs, est la plus petite des quatre stations. Elle propose des activités comme le hockey sur table, le lancer de tarte, le skateboard et le minigolf,. Les joueurs peuvent utiliser les planches de skate trouvables dans la station. La troisième station, celle des sports d'hiver, propose à ce titre du saut à ski, du snowboard de la motoneige, de la fabrication de bonshommes de neige ou encore des batailles de boules de neige,,. La dernière station est celle de la montagne, centrée sur les activités de plein air comme le rafting, le kayak, le saut à l'élastique, l'exploration des forêts ou l'équitation,,,.

### Personnages
Jusqu'à quatre joueurs peuvent jouer ensemble grâce au multijoueur local,. Il est possible de jouer à Go Vacation en utilisant un Mii ou l'un des 284 avatars proposés par le jeu. Des coffres au trésor contiennent des vêtements pour l'avatar du joueur et sont dispersés dans le complexe. Les joueurs peuvent adopter un chien et créer un personnage non-joueur pour les accompagner lors de l'exploration du complexe qui, hormis certaines exceptions, ne peuvent pas participer aux mini-jeux. Occasionnellement, les personnages peuvent demander aux joueurs d'effectuer des choses pour eux, comme trouver un objet sur l'île et le leur rapporter.
Après avoir joué à vingt mini-jeux, les joueurs obtiennent leur propre villa, qui peut être décorée avec des meubles ou des photographies prises au cours du jeu. Les meubles sont trouvables sur l'île ou déblocables en jouant aux mini-jeux,,.

## Développement

### Conception
Le studio Namco Bandai Games a commencé le développement de Go Vacation en 2009, peu après la sortie de We Ski & Snowboard. En effet, les développeurs n'étant pas satisfaits de leur prestation sur l'hiver dans le jeu précédent, ils ont décidé de ne plus traiter seulement de l'hiver mais de toutes les saisons. Le réalisateur Kenya Kobayashi voulait que le jeu se concentre sur le fait de partir en vacances plutôt que de se limiter aux activités en elles-mêmes. L'équipe de Namco Bandai Games, qui avait auparavant travaillé sur la série Ridge Racer, a développé le jeu avec la participation de quatre sociétés de production externes. Le titre « Go Vacation » rappelle qu'il s'agit d'un jeu où il faut être actif, par rapport au lien souvent fait entre vacances et relaxation.
Le complexe ne fait pas référence à des lieux réels, bien que le réalisateur ait révélé que la station balnéaire était inspirée de ce qu'on pouvait voir à Hawaï,. Les développeurs ont voyagé à travers le monde pour déterminer quelles activités mettre dans le jeu ; l'équipe a ainsi choisi d'inclure une cinquantaine de mini-jeux dans Go Vacation car la plupart des jeux de ce type n'en contiennent souvent pas plus d'une quinzaine,. Le développement des contrôles des véhicules a été comme une « seconde nature » pour les développeurs grâce à leur expérience sur la série Ridge Racer.

### Musique

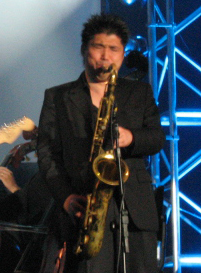
Norihiko Hibino au Video Games Live de 2009.

La bande-son de Go Vacation comprend à la fois des musiques originales et des musiques provenant d'anciens jeux du studio. Plusieurs compositeurs, musiciens et chanteurs ont travaillé dessus, comme Taku Inoue, Norihiko Hibino, Aubrey Ashburn, et Jody Whitesides,. Deux albums sont sortis,,. Le premier, sous licence Namco Music Saloon, est sorti le 21 décembre 2012 chez Sweep Records et consiste en un arrangement de musiques provenant de précédents jeux du studio, comme Ridge Racer, Dig Dug, Pac-Man, New Rally-X, et Kotoba no Puzzle: Mojipittan. Le deuxième, intitulé GO VACATION BGM Album, est sorti sur iTunes le 23 mars 2013 et contient des morceaux composés par Taku Inoue spécialement pour Go Vacation,.

### Annonce et sortie
Go Vacation est annoncé à l'E3 2011 en tant que troisième épisode de la série We Ski. Le jeu est d'abord sorti sur Wii en 2011, la date exacte dépendant de la région : 11 octobre en Amérique du Nord, 20 octobre au Japon, 4 novembre en Europe et 17 novembre en Australie,. Il est porté sur Nintendo Switch le 27 juillet 2018 partout dans le monde sauf au Japon, où il est sorti le 27 décembre,. Il est porté, de même pour toute une liste de jeux Nintendo Switch compatibles, sur Nintendo Switch 2 le 5 juin 2025 dans le monde entier, même si selon Nintendo, « le jeu peut se comporter de manière différente que sur Nintendo Switch » et que « des ralentissements peuvent survenir dans certaines parties du jeu ».

## Accueil

### Critiques

#### Version Wii
Go Vacation reçoit un accueil critique mitigé, avec une moyenne de 64/100 selon l'agrégateur de notes Metacritic, sur la base de 28 avis.
Audrey Drake, journaliste chez IGN, affirme que si « Go Vacation fait évoluer le genre […] à bien des égards, il n'a pas l'élégance des jeux Nintendo ». Elle trouve l'île vide, bien qu'« amusante à explorer », et regrette « le manque de vie des PNJ qui semblent la hanter ». Elle indique qu'il y a « beaucoup de choses à faire grâce à la grande variété de mini-jeux, bien que certains ne soient pas aussi bons que d'autres », et que « le manque de finition est décevant malgré les moments d'amusement offerts par le jeu ». Elle conclut en déplorant que « dans l'ensemble, il s'agit d'un jeu qui présente de nombreuses qualités, mais qui, en fin de compte, n'est jamais aussi bon qu'il aurait pu l'être », et lui attribue la note de 7/10.
Lespol, journaliste chez Jeuxvideo.com, indique qu'« à défaut d'être détaillé, le soft propose des graphismes colorés et plutôt mignons », bien que « toutes les activités ne présentent pas le même souci du détail ». Il salue la durée de vie du jeu, affirmant qu'« il y a fort à parier que le titre égayera vos soirées entre amis pendant un long moment », et explique que « la sensation de liberté qui se dégage de Go Vacation est très agréable et enjolive les nombreuses activités proposées ». Il trouve cependant que la bande-son n'est « pas au niveau » et regrette « une redondance de certaines activités qui présentent un gameplay identique », « les quelques soucis de précision » et la « trop grande facilité du titre en solo ». Il termine sa critique en indiquant qu'« il se pourrait que nous ayons là affaire à la nouvelle référence des compilations sportives sur Wii », et lui donne la note de 15/20.
Matthieu Hurel, journaliste pour Gamekult, apprécie le « vaste choix d'activités » offert par le jeu de même que ses « possibilités de personnalisation » et les « quatre grands lieux à explorer » qu'il propose, mais déplore « les temps de chargement réguliers », « le manque d'interactions avec les PNJ » et regrette une « prise en main pas toujours top ». Pour finir, il juge qu'« au final, on obtient un jeu avec un charme enfantin et un contenu généreux, mais une ergonomie et une patine souvent en congés », et octroie à Go Vacation la note de 5/10.

#### Version Switch
Le portage Nintendo Switch est, tout comme le jeu original, moyennement bien reçu par la presse spécialisée, avec une moyenne de 62/100 selon Metacritic avec 26 avis.
Anagund de Jeuxvideo.com apprécie « un contenu massif », un jeu « ultra accessible » et la « sentation de liberté » procurée par le titre, mais regrette le fait qu'il s'agisse d'« un simple portage d'un jeu Wii de 2011 » dont « l'intérêt général reste limité » et qui présente quelques mini-jeux « peu maniables ». Il lui décerne la note de 14/20, en concluant : « Go Vacation remplit à merveille ses fonctions en proposant de nombreuses activités et un gameplay plaisant. Le tout est magnifié par une sensation de liberté enivrante. On pourra évidemment reprocher les soucis de maniabilité. […] Si vous arrivez à mettre les graphismes de côté, il y a de quoi s'amuser ».
Angel Davila de Gameblog reproche au jeu l'absence de nouveauté, la maniabilité « qui fait défaut » et trouve les mini-jeux « trop simplistes et faciles », bien qu'il en trouve certains « plaisants » et apprécie qu'il y ait « beaucoup de contenu et d'à-côtés ». La note de 5/10 est attribuée au jeu.
Pierre-Alexandre Rouillon, journaliste chez Gamekult, note la présence d'« activités nombreuses et variées » mais « pas toujours réussies », apprécie les « quelques nouveautés (pêche, safari photo) » tout en regrettant « aucun effort d'aptation » à la nouvelle plateforme et une « prise en main absolument pas naturelle ». Il décrit cependant durant son test « une île aux environnements variés » à la « bonne humeur communicative ». Durant sa conclusion, il explique qu'« alors que beaucoup voyaient depuis le début en Go Vacation un jeu gentiment pourri qu’on oublierait trois jours après sa sortie », il avait décidé « d’y voir le potentiel qu’il n’aura finalement jamais », et déplore « qu'au lieu de demander à des ergonomes et des designers de se pencher dessus pour lui donner un peu plus d’énergie et de cohérence, Bandai Namco a pris près de sept ans pour ressortir son plat du congélo et le réchauffer à la va-vite ». Il lui donne la note de 3/10.

### Ventes
La semaine de la sortie de la version Wii, celle-ci s'est positionnée à la troisième place des ventes au Japon, laissant s'écouler plus de 47 000 copies.
Selon le site VG Chartz, la version Wii de Go Vacation se serait vendue à 1,54 million d'exemplaires dans le monde, dont 0,66 million en Europe, 0,42 million en Amérique du Nord, 0,33 million au Japon et 0,13 million dans d'autres régions du monde. La version Nintendo Switch aurait quant à elle écoulé 37 000 copies, dont 22 000 en Europe, 12 000 en Amérique du Nord, 1 000 au Japon et 3 000 dans d'autres régions du monde.